# Étienne Antoine Boulogne
Pour les articles homonymes, voir Boulogne.
Étienne Antoine Boulogne ou Étienne Antoine de Boulogne (26 décembre 1747 à Avignon - 13 mai 1825 à Paris) est un homme d'Église français des XVIIIe siècle et XIXe siècle.

## Biographie
D'une famille modeste qui avait des prétentions nobiliaires, il fut destiné à l'état ecclésiastique. Ordonné prêtre en 1771 à l'âge de 23 ans, il entame également une carrière littéraire.
Son premier succès eut les suffrages de l'Académie de Besançon pour son discours : Il n'y a pas de meilleur garant de la religion. Il vient ensuite à Paris, attaché aux paroisses de Sainte-Marguerite et Saint-Germain-l'Auxerrois.
Il se fit connaître dans la capitale par un concours pour L'Éloge du Dauphin, le père de Louis XVI, couronné d’un prix de la société des Amis de la Religion et des Lettres.
Il fut sur de faux rapports frappé d’interdit par l'archevêque Christophe de Beaumont, qui refusa de donner les raisons de cette rigueur. Il alla jusqu’à tenter d’enlever au prêtre censuré son prix, mais la société qui avait institué le concours résista. L’archevêque réussit tout de même à faire enfermer trois mois le lauréat à la prison Saint-Lazare.
La mort de Beaumont mit un terme à cette situation et ouvrit la voie des honneurs. L’abbé de Boulogne devint successivement archidiacre, puis vicaire général du de Châlons, et reçut le titre prédicateur du roi.
À la suite de son discours d'ouverture à l'assemblée provinciale de Champagne, il reçut, de l'évêque d'Autun Charles-Maurice de Talleyrand-Périgord, détenteur de la feuille des Bénéfices, l'abbaye de Tonnay-Charente.
Il fut élu député du clergé pour la paroisse parisienne de Saint-Sulpice à l'assemblée baillagère de Paris en 1789.
Opposé aux décrets de l'assemblée constituante sur le clergé, il refusa le serment à la constitution civile du clergé. Il n’émigra pas pour autant, et fut arrêté trois fois pendant la Terreur. Il est condamné à la déportation, au 18 fructidor, pour avoir attaqué les doctrines théophilantropiques de La Révellière-Lépeaux, mais il réussit à se cacher.
Il adhéra au concordat de 1801 avec un empressement dont le premier Consul lui sut gré. Nommé chanoine de la cathédrale de Versailles et grand vicaire de Charrier de La Roche, évêque de Versailles, Napoléon Ier le nomme à la Grande Aumônerie en tant que chapelain ordinaire en 1806.
Appelé à l'évêché d'Acqui Terme dès 1807, il refusa, ne sachant pas parler l'italien.
Nommé à l'évêché de Troyes le 8 mars 1808, confirmé par la curie romaine le 11 juillet 1808, il fut sacré évêque de Troyes le 2 février 1809 par le cardinal Joseph Fesch, Grand Aumônier de France, assisté par Louis Charrier de La Roche, évêque de Versailles, Maurice Jean Madeleine de Broglie, évêque de Gand.
Il fut créé baron de l'Empire le 5 octobre 1808.
L'Empereur n'eut pas de plus enthousiaste panégyrique : les mandements de l'évêque de Boulogne le représentait comme « un Cyrus conduit par la main de Dieu, et appelé dès le commencement des siècles pour relever les ruines du temple et rendre au sacerdoce toute sa majesté ».
Cependant, pour avoir trop embrassé la cause du pape Pie VII, captif au concile convoqué à Paris en juin 1811, il fut suspendu et mis au secret au donjon de Vincennes. On exigea en vain sa démission, après quoi il fut exilé à Falaise (Calvados). 
Libéré à la chute de l’Empire, il n’en resta pas moins à la marge de la Première Restauration. Il se retira à Vaugirard pendant les Cent-Jours.
Le 21 janvier 1815, il prononça à la basilique de Saint-Denis l'oraison funèbre de Louis XVI, payant sans retard à la Restauration cette dette de reconnaissance par l'Instruction pastorale sur l'amour et la fidélité que doivent les Français au roi.
Il reprit possession du siège de Troyes en avril 1816.
Le gouvernement de la Restauration le nomma en 1817 à l'archevêché de Vienne, mais le nouveau concordat qu'envisageait Louis XVIII n’ayant pas eu de suite de la part du Saint-Siège, cette nomination resta lettre morte. On l'en dédommagea en l'élevant à la pairie le 31 octobre 1822.
Autorisé, le 25 février 1825, à porter le titre d'archevêque à titre personnel, il mourut d'une attaque d'apoplexie le 13 mai 1825 à Paris et fut enterré au cimetière du Mont-Valérien à Suresnes. Charles X refusa le transfert de sa dépouille à Troyes, malgré les demandes du clergé local.
Lors de la construction des fortifications de Paris, son corps, réclamé par le clergé de Troyes, fut inhumé dans la chapelle Saint-Pie et Saint-Apollinaire de la cathédrale Saint-Pierre-et-Saint-Paul de Troyes le (11 mai 1842).

## Distinction
- Chevalier de la Légion d'honneur[3]

## Titres
- Baron de l'Empire le 5 octobre 1808 avec droit de transmission à l'un de ses neveux.

## Autres fonctions
- Pair de France (31 octobre 1822, sans majorat de pairie).

## Armoiries
| Figure | Blasonnement |
|        | Armes du baron Boulogne et de l'Empire D'azur, à l'étoile d'or, soutenue de deux branches d'olivier du mesme passées en sautoir, en forme de couronne ; au canton des Barons évêques de l'Empire, à la filière ou bordure diminuée d'or,. Ou De gueules, chargé d'une étoile d'or en abîme entre deux branches d'olivier au naturel, en sautoir, liées par un ruban d'argent ; au canton des barons évêques de l'Empire, à la filière ou bordure diminuée. |
|        | Armes d'Etienne-Antoine, comte de Boulogne, évêque de Troyes pressenti comme archevêque de Vienne sous la Restauration, et reconnu archevêque par Rome en 1825. |

## Publications
Ses écrits, publiés en 1827, en huit volumes in-8° se composent de :
- Sermons
- Mandements
- Panégyriques
- Oraisons funèbres
- Mélanges.

M. de Boulogne avait également collaboré à beaucoup de revues et de journaux religieux et politiques.